# Pedicia (Pedicia) falcifera
Pedicia (Pedicia) falcifera is een tweevleugelige uit de familie Pediciidae. De soort komt voor in het Nearctisch gebied.